# Normalnull
El Normalnull (NN, "zero normal") va ser la referència per prendre les mesures a nivell del mar respecte del Mar del Nord emprada durant el segle xx. No obstant això, avui en dia és la referència per mesurar les altures geodèsiques en els mapes topogràfics.